# (9163) 1987 RB1
A (9163) 1987 RB1 a Naprendszer kisbolygóövében található aszteroida. Henri Debehogne fedezte fel 1987. szeptember 13-án.